# Явище Фудзівари

Тайфуни «Парма» (зліва) і «Мелор» (справа) взаємодіють один з одним у Філіппінському морі 6 жовтня 2009 року.

Я́вище Фудзіва́ри, яке іноді називають двоїстою взаємодією — явище, яке виникає, коли два сусідні циклонічні вихори рухаються навколо один одного та закривають відстань між колообігом відповідних їм областей низького тиску. Явище назване на честь японського метеоролога Сакухея Фудзівари, який уперше описав це природне явище у статті 1921 року про рух вихорів у воді. Двоїста взаємодія менших колообігів повітряних мас може спричинити розвиток більшого циклону або злиття двох циклонів в один. Позатратропічні циклони зазвичай можуть взаємодіяти в межах 2000 кілометрів один від одного, тоді як тропічні циклони зазвичай взаємодіють у межах до 1400 кілометрів один від одного.

## Опис

Діаграма Ефекту Фудживара, що показує, як 2 тропічні циклони взаємодіють між собою.

Коли циклони знаходяться поблизу один від одного, їхні середини будуть кружляти приблизно навколо середньої точки між ними — один навколо одного циклонічно (проти годинникової стрілки в Північній півкулі та за годинниковою стрілкою у Південній півкулі). Два вихори будуть притягуватися один до одного та кінець кінцем спірально проникнуть у серединну точку та об'єднаються. Не визначено, чи це пов'язано з розбіжною силою вітру або вихровою адвекцією. Коли два вихори мають неоднаковий розмір, під час взаємодії більший вихор буде панівним, а менший обертатиметься навколо нього..

## Тропічні циклони

Циклони «Одетта» (ліворуч) та «Серойа» (праворуч) взаємодіють, утворючи явище Фудживари, між 7 та 9 квітня 2021 року.

Тропічні циклони можуть утворитися під час злиття менших колообігів у межах внутрішньотропічної зони конвергенції.. Явище часто згадується стосовно руху тропічних циклонів, хоча остаточне злиття двох бурь є рідкістю. Явище стає помітним для спостереження, коли циклони наближаються один до одного на відстань 1400 кілометрів. Швидкість обертання всередині двоїстих пар збільшується, коли тропічні циклони наближаються на 650 кілометрів один до одного. Злиття двох вихорів (або зрізання одного з них) стає можливим, коли вони знаходяться на відстані 300 кілометрів один від одного.

## Позатропічні циклони
Двоїста взаємодія спостерігається між найближчими позатропічними циклонами на відстані 2000 кілометрів один від одного, при цьому значне прискорення відбувається, коли зони низького тиску знаходяться в межах 1100 кілометрів одна від одної. Взаємодія між їхніми циркуляціями за тиску 500 гПа (на висоті близько 5500 метрів над рівнем моря) відбувається більш передбачувано, ніж циркуляції ближче до поверхні води. Це найчастіше призводить до злиття двох систем з низьким тиском в єдиний позатропічний циклон або, рідше, може призвести до зміни напрямку одного чи обох циклонів. Точні наслідки такої взаємодії залежать від таких чинників, як розмір цих циклонів, відстань один від одного та атмосферні умови навколо них.